# Holokaust
Holokaust (případně holocaust – z anglického holocaust = naprosté zničení, úplná katastrofa, masakr) či šoa (z hebrejského שׁוֹאָה‎ = zlo, nespravedlnost) byla nacistická politika systematického, státem provozovaného pronásledování a hromadného vyvražďování, především osob židovské národnosti.
V širším smyslu je slovem holokaust označován i celý nacistický perzekuční systém věznic, káznic a táborů jako celek, respektive nacistická perzekuce všech etnických, náboženských a politických skupin. Tj. (chronologicky): politických odpůrců – zejména komunistů a sociálních demokratů (SPD), Svědků Jehovových, tělesně či mentálně postižených, homosexuálů, Židů, Romů, Poláků a občanů Sovětského svazu a všech Slovanů. V rámci genocidy namířené na židovské etnikum bylo vyvražděno kolem 6 milionů Židů. Pokud pod pojmem holokaust chápeme nacistickou perzekuci jako celek, hovoříme o počtu obětí holokaustu mezi 11 až 17 miliony lidí.

## Termín holokaust – problematické vymezení

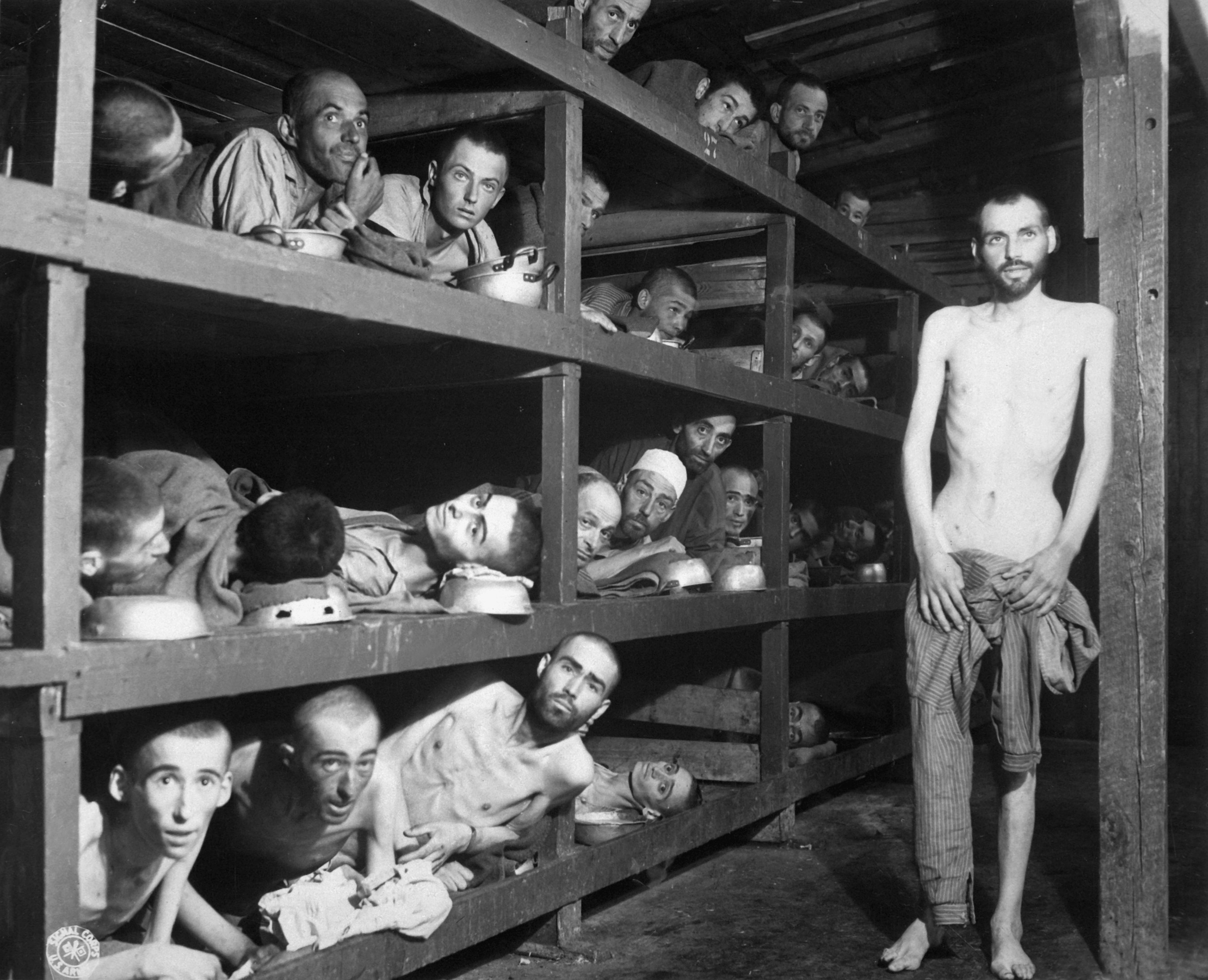
Fotografie je pořízena 5 dní po záchraně 80. divizí americké jednotky v koncentračním táboře Buchenwald poblíž Výmaru. Zachráněni byli otročtí dělníci, ale mnoho jich během záchrany umřelo na podvýživu.

V českých textech se lze setkat jak s variantou holokaust, tak i s původní anglickou odvozeninou holocaust. Obě varianty jsou v češtině rovnocenné. Anglický termín holocaust (naprosté zničení, úplná katastrofa, masakr) je odvozen z řeckého slova ὁλόκαυστον holokauston (zápalná oběť, přeneseně zničení ohněm nebo úplné zničení, (holo – celý, kauston – pálit ), česky celopal (označení pro náboženskou obětinu, která se celá spálí). Moderní anglický termín holocaust však už (po obsahové stránce) nemá s původním náboženským termínem prakticky nic společného. Až do konce 70. let 20. století bylo anglické slovo holocaust v anglofonním prostředí používáno pro označení prakticky jakékoli katastrofy.
Uvádí se, že patrně první, kdo použil slovo holocaust pro nacistické vyhlazování Židů, byl nositel Nobelovy ceny míru Elie Wiesel (1928–2016), a to ve svém románu Noc (La Nuit, 1958) ve smyslu „zničení ohněm“. Nicméně až do vzniku amerického televizního seriálu Holocaust (1978) zůstával tento termín prakticky neznámý. V posledních letech je situace taková, že například izraelský státní ústav Jad vašem a řada židovských historiků vztahují pojem holocaust především na vyvražďování Židů nebo jiných skupin označených jako rasově méněcenné (Romové) za druhé světové války. Obecný konsensus nad rozsahem pojmu holokaust však neexistuje. Někteří Židé z těchto důvodů preferují pro genocidu svého národa za druhé světové války hebrejský výraz šoa (hebrejsky השואה zničení, záhuba, zmar).
S ohledem na nejasné vymezení tohoto pojmu se lze setkat i s řadou jeho dalších aplikací. Někdy je užíván k označení pro jakoukoliv genocidu či masakr, bez ohledu na lokalitu a konkrétní událost – například pro etnické čistky ve Rwandě či genocidu Arménů v Turecku během 1. světové války. Fidel Castro označil za rasový holocaust vyhošťování Romů bez povolení k pobytu z Francie. Vyvražďování Romů během druhé světové války zainteresovaní badatelé někdy nazývají slovem porajmos, doslova pohlcení.

## Oběti
| Oběti                        | Počet mrtvých     | Zdroje        |
| ---------------------------- | ----------------- | ------------- |
| Židé                         | 5,9 milionů       | [ 12 ]        |
| Sovětští váleční zajatci     | 2–3 miliony       | [ 13 ]        |
| Poláci                       | 1,8–2 miliony     | [ 14 ]        |
| Romové                       | 220 000–1 500 000 | [ 15 ] [ 16 ] |
| Mentálně a fyzicky postižení | 200 000–250 000   | [ 17 ]        |
| Homosexuálové                | 5 000–15 000      | [ 18 ]        |
| Svědkové Jehovovi            | 2 500–5 000       | [ 19 ]        |

### Političtí oponenti
Prvními oběťmi nacistické totalitní politiky byli političtí oponenti národního socialismu. V prvé řadě němečtí komunisté a němečtí sociální demokraté (SPD), případně další antifašisté. V letech 1933–1938 tvořili významnou část vězňů koncentračních táborů. V následujících válečných letech bylo politické hledisko podřízeno národnostním kritériím, tj. důvodem věznění a perzekucí byla často národnost kombinovaná s politickou činností. Vězňové označovaní červeným trojúhelníkem měli v jeho středu zároveň uvedenou národnost: T = Tschechien (Češi), P = Polen (Poláci) atd.

### Svědkové Jehovovi
Byli označováni fialovým trojúhelníkem. V táborech se ocitali pro svou náboženskou činnost. Prvním problémem byla veřejná evangelizace, kterou nacisté záhy po uchopení moci postavili mimo zákon. Dalším problémem byl odmítavý postoj svědků Jehovových k nacistické politice, odmítání pozdravu „Heil Hitler“ a odpírání vojenské služby.

### Lidé s postižením
Systematické vyvražďování postižených bylo zahájeno v roce 1939, k jeho oficiálnímu ukončení došlo v roce 1941 po protestech, které iniciovali představitelé katolické církve. Ve skutečnosti program ovšem skrytě pokračoval dál, byť mnohem pomaleji, a to až do konečné porážky Německa. Celkem bylo v letech 1939–1945 povražděno asi 200–250 tisíc postižených.

### Homosexuálové
Neexistují oficiální záznamy o tom, kolik homosexuálů zemřelo v koncentračních táborech. V letech 1933 až 1945 bylo 100 tisíc homosexuálů zatčeno, z toho 50 tisíc odsouzeno a uvězněno, z čehož odhadem 5 až 15 tisíc bylo posláno do koncentračních táborů. Podle německého badatele Rüdigera Lautmanna přibližně 60 % z nich v táborech zemřelo. Homosexuálové museli nosit růžový trojúhelník, který v současnosti patří mezi symboly homosexuálů bojujících za svoje práva. Tyto oběti nacismu se nedočkaly odškodnění.

### Židé
Hlavní obětí holokaustu byli Židé. Holokaust byl praktickou aplikací „konečného řešení židovské otázky“ (Endlösung der Judenfrage), kterým mělo být úplné vyvraždění židovské populace. Obvykle udávaný počet židovských obětí je 6 miliónů, Raul Hilberg ve své knize The Destruction of European Jews uvádí číslo 5,2 miliónu. Vyvražděny byly zhruba dvě třetiny evropských Židů, většinu obětí tvořili Židé z Polska (3 milióny mrtvých). Údaje jsou neustále zpřesňovány a doplňovány, také díky informacím odtajněným a zpřístupněným až po rozpadu SSSR v roce 1991.

### Romové

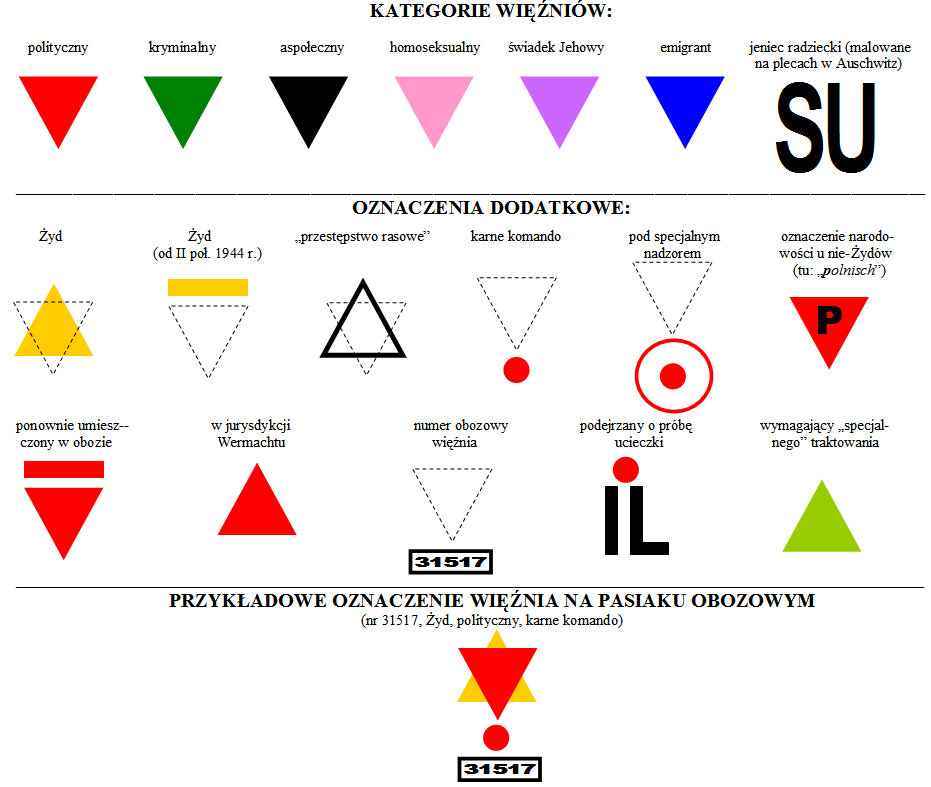
Insignie vězňů v koncentračních a vyhlazovacích táborech:
politický vězeň
zločinec
„asociál“
Rom
homosexuál
svědek Jehovův
emigrant
vyžadující léčbu
Žid
SU – sovětský válečný zajatec
černý terčík – trestní prapor/komando
červený terčík – pod speciálním dozorem

Dalším terčem vyvražďování byli Romové a romští míšenci, s odhadovaným počtem 500 tisíc obětí. Některé odhady uvádějí až 1,5 milionu, což činí asi čtvrtinu až polovinu jejich předválečné populace.[zdroj?]

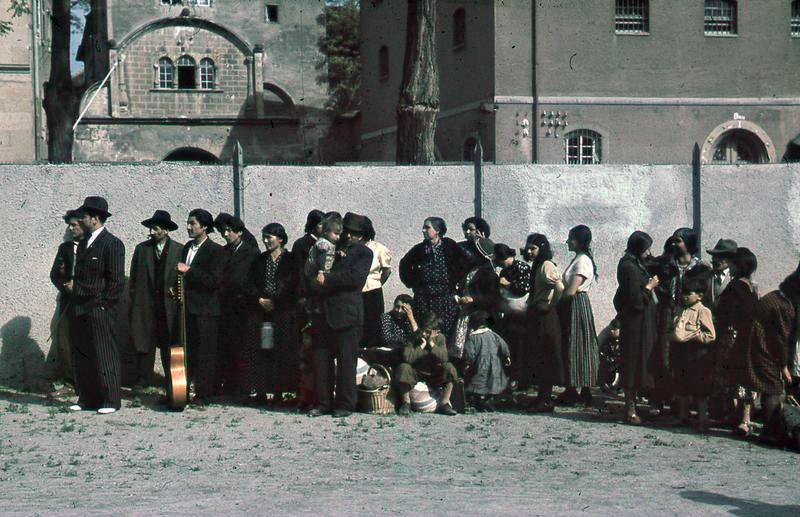
Romové v německém Aspergu krátce před deportací, 22. května 1940

Roku 1935 Norimberské zákony označily Romy a Židy za rasově méněcenné. Sňatky mezi příslušníky árijské a neárijské rasy byly zakázány. Dne 14. prosince 1937 vydal říšský vůdce SS a šéf německé policie Heinrich Himmler výnos o preventivním potírání zločinnosti, který mezi asociály jmenoval cikány, cikánské míšence a cikánským způsobem kočující osoby, které řádně nepracovaly a prováděly trestnou činnost. V červenci 1938 začali být cikáni v Říši hromadně vězněni a deportováni do koncentračních táborů. Dne 8. prosince 1938 vydal Himmler „Výnos o potírání cikánského zlořádu“, který nařídil podchycení všech cikánů, cikánských míšenců a cikánským způsobem kočujících osob.[zdroj?]
V říjnu 1939 provedla říšská kriminální policie soupis všech cikánů, cikánských míšenců a cikánským způsobem kočujících osob starších 6 let a zakázala jim volný pohyb. 10. července 1942 vydal obdobné nařízení o soupisu cikánů i velitel protektorátní neuniformované policie. Dosavadní kárné pracovní tábory byly změněny na cikánské sběrné tábory. Na konci roku 1942 bylo vydáno prováděcí nařízení o deportacích romského obyvatelstva do cikánského tábora v Auschwitz-Birkenau.
Roku 1944 byl cikánský tábor nacisty zničen a asi tři tisíce Romů byly usmrceny v plynových komorách. Na 1700 práceschopných Romů bylo před tím přemístěno do jiných koncentračních táborů.

### Slované

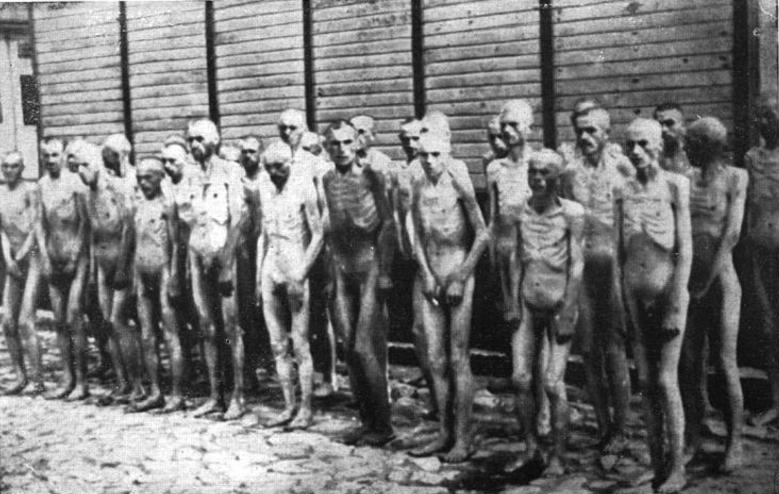
Vyhladovění sovětští zajatci v Mauthausenu

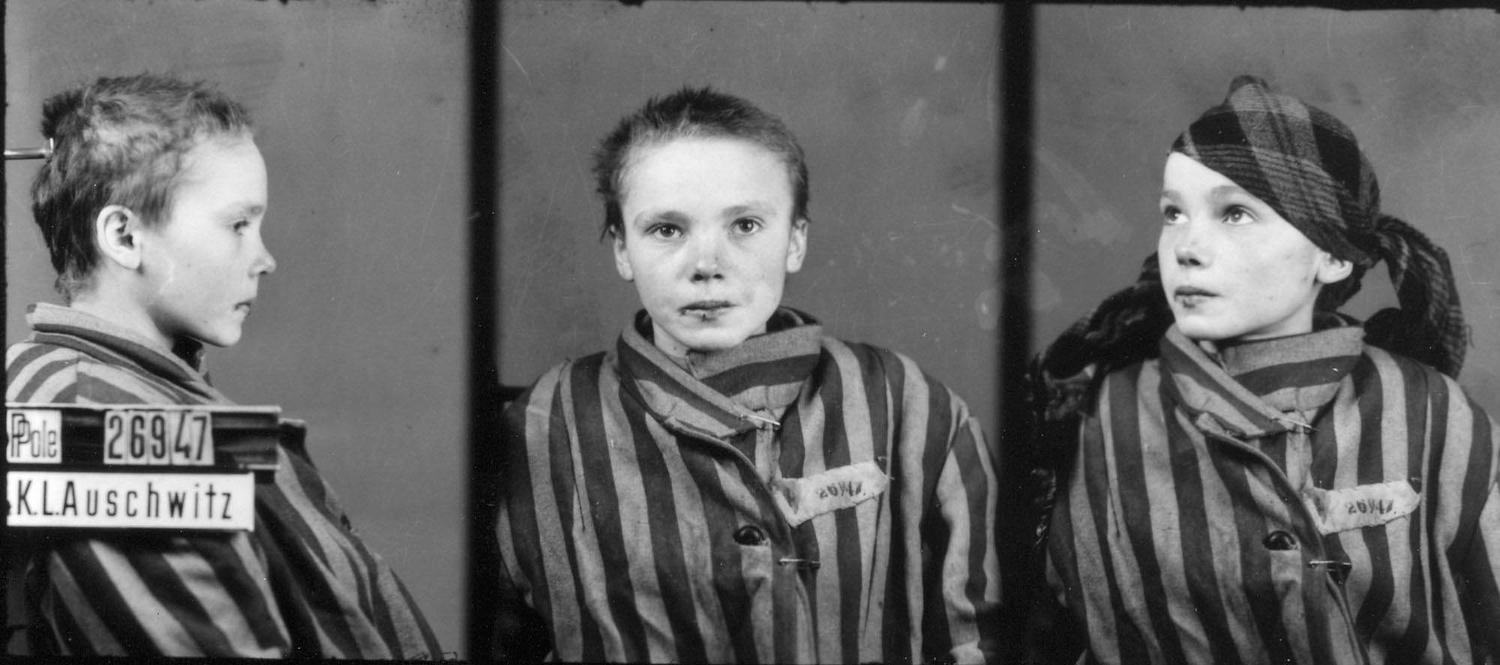
Čtrnáctiletá polská dívka Czesława Kwoka, která zemřela tři měsíce po příjezdu do Osvětimi

Jedním z Hitlerových plánů bylo vytvoření německého životního prostoru. Tento plán počítal v řádu 20 až 30 let s odsunutím, vyvražděním a zotročením většiny východních a významné části západních Slovanů, které němečtí nacisté považovali za podlidi. Nacistický plán genocidy Generalplan Ost, který se souhlasem Hitlera vypracoval říšský vedoucí SS Heinrich Himmler, počítal po vítězné válce proti SSSR s vystěhováním na východ za Ural nebo s fyzickou likvidací velké části Poláků, Ukrajinců, Bělorusů a Rusů z evropské části Sovětského svazu. Slované, kteří by zůstali v „německém životním prostoru“, by podle nacistických plánů sloužili jako otroci německým pánům a u části tzv. „rasově vhodných“ Slovanů mělo dojít k jejich poněmčení.
Generalplan Ost byl zahájen v Polsku, kde bylo v rámci operace Tannenberg popraveno přes 20 tisíc příslušníků polské elity. Po ní následovala akce „Inteligence“, při níž bylo zabito přes 40 tisíc polských intelektuálů. Německá okupační moc zavedla v Polsku, resp. v Generálním gouvernementu a na okupovaných polských územích politiku teroru, přičemž prováděla hromadné veřejné popravy rolníků, které měly zastrašovat ostatní obyvatelstvo. Postupně docházelo k vysídlování z oblastí určených k další germanizaci a násilnému zabírání zemědělské půdy, přičemž ze svých domovů bylo vyhnáno několik stovek tisíc Poláků. Odhaduje se, že celkem 2 milióny etnických Poláků nežidovského původu zemřely v důsledku nacistické okupace a války.
Občané Sovětského svazu byli jednak jako civilisté vystaveni německým válečným zločinům ze strany Einsatzgruppen, jejichž obětí bylo kolem 2 milionů, včetně 1,3 milionů sovětských Židů. Byli jako váleční zajatci popravováni, nasazováni na nucené práce a vystaveni krutému zacházení. Je odhadováno, že tímto způsobem byly zavražděny až 3 miliony sovětských válečných zajatců. Odhaduje se, že na Němci okupovaném území Sovětského svazu zahynulo 13,7 milionů lidí (včetně sovětských Židů), 20 % všech tamních obyvatel. Říšský ministr pro výživu Herbert Backe prováděl politiku vyhladovění východních, Německem okupovaných území (Der Hungerplan také Der Backe-Plan). Hladový plán měl být předehrou k akci Generalplan Ost. Podle historika Timothy Snydera v důsledku hladového plánu „4.2 miliónu sovětských občanů (převážně Rusů, Bělorusů a Ukrajinců) bylo v letech 1941–1944 vyhladověno německými okupanty.“ Politika úmyslného vyhladovění se v letech 1941–1942 uplatňovala i vůči sovětským válečným zajatcům.
Mezi státy s vysokým počtem civilních obětí patří i Jugoslávie s půl miliónem mrtvých, převážně Srbů, které povraždil pronacistický Ustašovský režim, mnohé z nich v táborovém komplexu Jasenovac, kde k metodám vraždění patřilo například upalování zaživa ve velkokapacitních pecích, kam byli lidé naháněni po desítkách.

## Uskutečnění holokaustu

### Nejčastější příčiny smrti

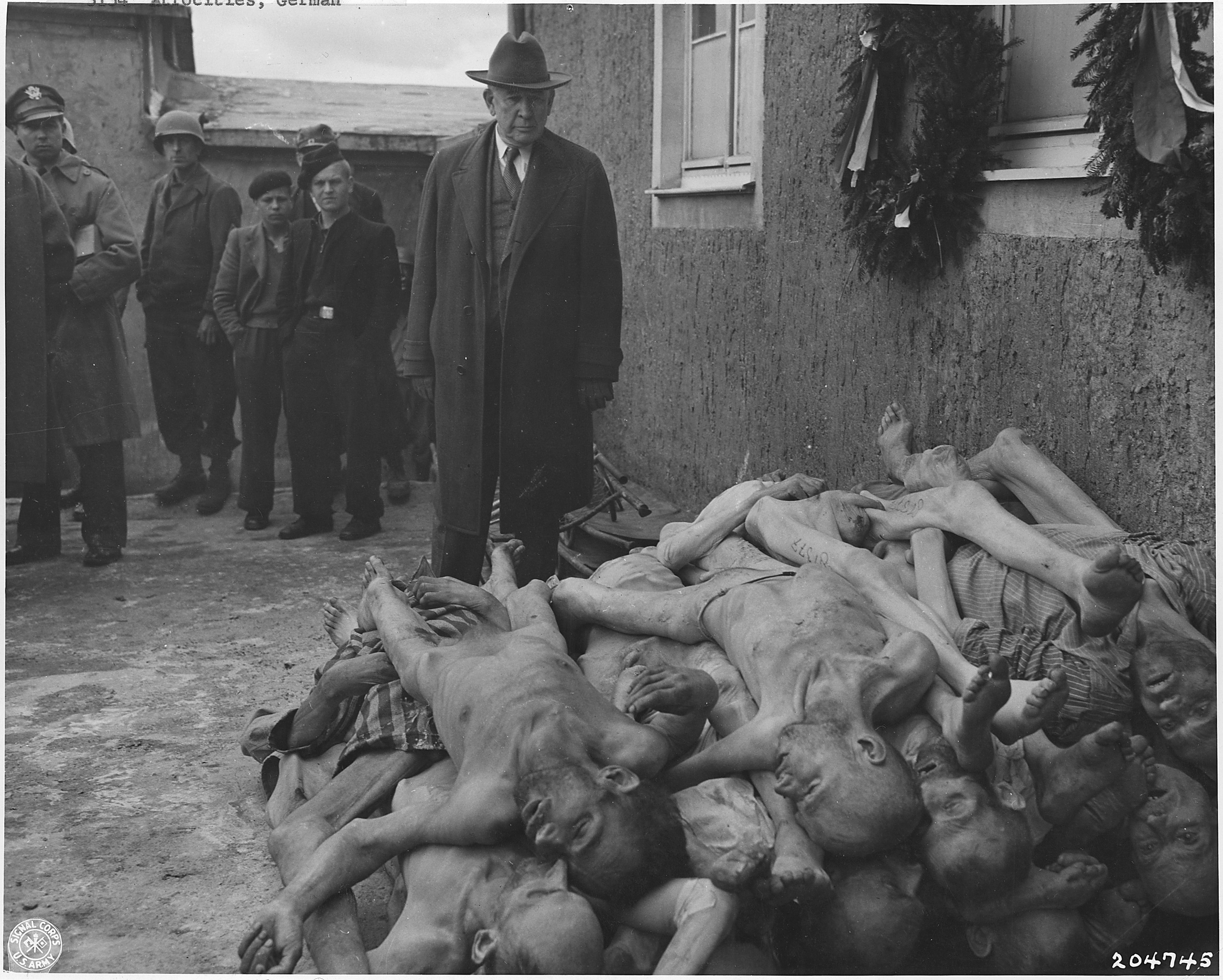
Mrtvá těla objevená v koncentračním táboře Buchenwald po osvobození tábora v roce 1945

Oběti z řad Židů mohly být zabity při pogromech, popřípadě byly povražděny polovojenskými a protižidovskými komandy. Se zrodem Konečného řešení židovské otázky byli Židé (spolu s ostatními skupinami, ale tvořící největší část) koncentrováni v ghettech, koncentračních táborech a nakonec posíláni do vyhlazovacích táborů na území dobytém Třetí říší. Ty představovaly „továrny na smrt“, mající za účel co nejefektivněji zabíjet a likvidovat mrtvá těla lidí dopravovaných za jejich zdi. Nezanedbatelná část těch, kdo do nich byli posláni, zahynula již při transportu za nelidských podmínek (namačkáni v dobytčích vagónech, přepravováni často i několik dní, bez jídla a vody).
Po příjezdu do tábora následovala (zejména od léta 1942, kdy byla ve většině vyhlazovacích táborů vybudována krematoria) vstupní selekce, při kterých táborový lékař vybíral část nejzdatnějších vězňů, kteří byli určeni pro práci (buď v pomocných táborech nebo přímo v širším komplexu tábora) nebo pro další budování tábora, stavbu nových budov apod. Lidi, kteří vstupní selekcí neprošli, čekala likvidace. Například podle svědectví Rudolfa Vrby, který utekl z Auschwitzu, se v letech 1942–1944 počet lidí, kteří neprošli v tomto táboře vstupní selekcí, pohyboval typicky a zhruba okolo 75 až 90 %, s tím, že některé transporty byly zlikvidovány stoprocentně. Ty, kteří prošli vstupní selekcí, čekala každodenní tvrdá práce v drsných podmínkách a v každém počasí, a za ni malé příděly velmi nekvalitního jídla, které zcela nedostačovaly jejich energetickému výdeji. Přeživší z těchto táborů se shodují na tom, že vedoucí z podniků, ve kterých vězni pracovali, si mohli dovolit je pracovně přetěžovat nad mez trvalé udržitelnosti kvality práce, aniž by se museli bát o přísun nové pracovní síly – z tohoto úhlu pohledu se jednalo o nahodilou, avšak záměrnou, pomalou smrt v důsledku kombinace podvýživy a vyčerpání. Selekce lidí určených pro likvidaci probíhaly nejenom při vstupu do vyhlazovacích táborů, ale i pro jejich obyvatele, a to tak, aby byl korigován počet vězňů mezi jejich zdmi, zvyšovaný o pravidelně přijíždějící transporty.
Ti, kteří pracovali nejdéle a na jejichž zdraví se nesnesitelné pracovní podmínky a nedostačující výživa podepsaly nejvíce, zeslábli natolik, že v některé z těchto selekcí byli shledáni neschopnými další práce a následně zlikvidováni; jejich zesláblý organismus též mohla skolit (běžně nesmrtelná) nemoc či infekce ze zranění (popř. kombinace více těchto faktorů), taktéž podchlazení vlivem sychravého a chladného počasí (budovy v táborech nebyly nijak vyhřívány), případně mohli nalézt smrt přímo při práci, když již nebyli schopni plnit kvóty. V několika případech navíc v táborech vypukly epidemie smrtelných nemocí – pravděpodobně nejvážnější byla epidemie tyfu v Auschwitz-Birkenau, která trvala od července do září 1942, vyžádala si odhadem 15–20 tisíc životů a způsobila dočasné přerušení selekcí. Časté byly též zažívací potíže a „zdánlivě nevyléčitelné choroby nohou – otékaly do takové míry, že lidé nemohli chodit“. V jiných případech mohli být obyvatelé vyhlazovacího tábora zabiti svými spoluvězni (zejména těch z řad kriminálních zločinců nebo kápů; občas i bez zřejmého důvodu) nebo za drobný prohřešek jako např. nesundání čepice při setkání s esesmanem apod.
Řádově stovky, možná několik málo tisíc, nedobrovolných obyvatel koncentračních a vyhlazovacích táborů se v průběhu svého věznění pokusilo o útěk a bylo během něj zastřeleno nebo oběšeno před zraky ostatních po jejich dopadení; neznámý, možná stejný počet vězňů nevydržel utrpení po stránce psychické a zvolil dobrovolný odchod ze života (například vběhnutí do elektrického oplocení). Několik desítek vězňů se stalo oběťmi pokusů na lidech, které ve vybraných táborech probíhaly.

### Vyhlazovací tábory

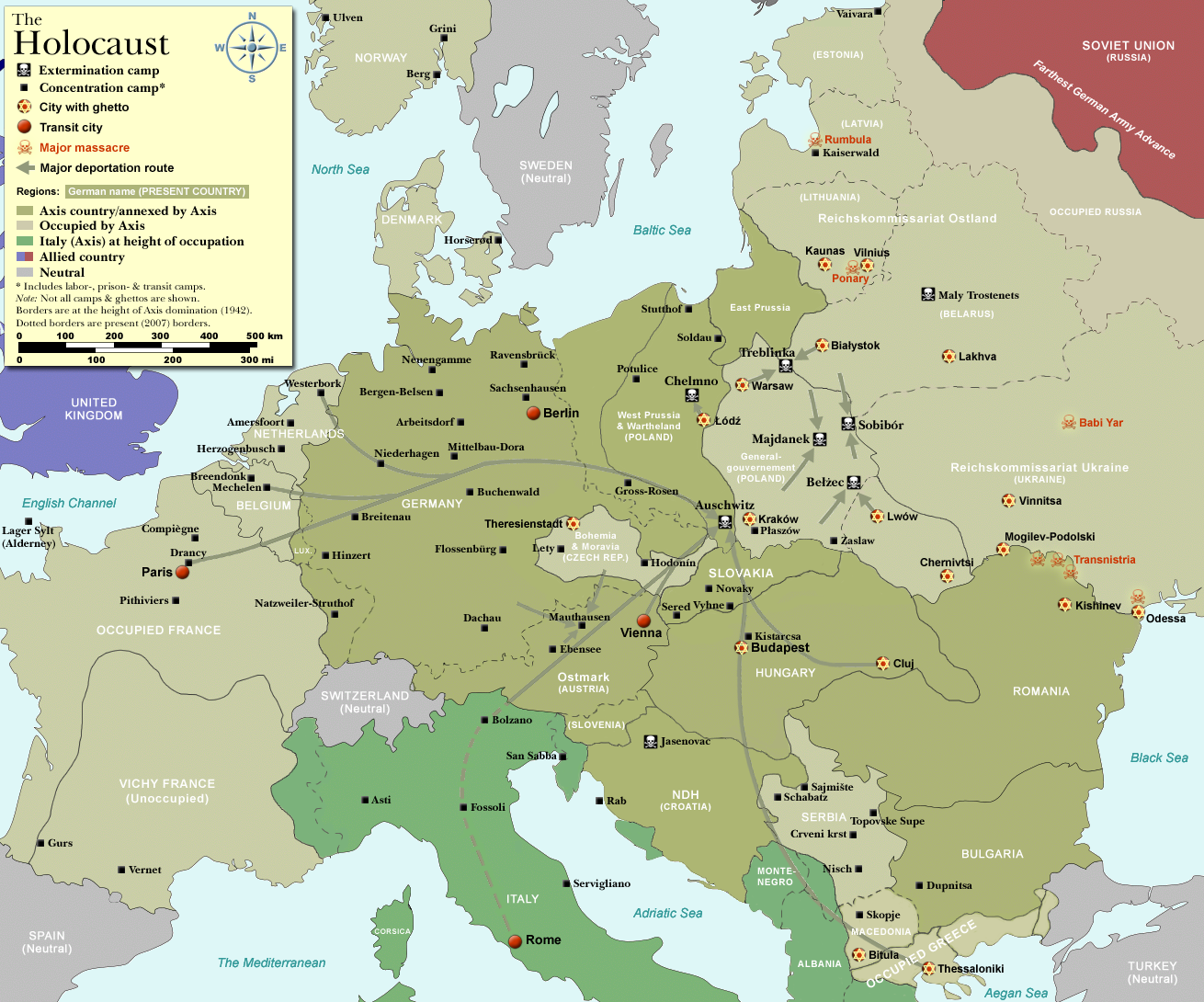
Hlavní směry deportací směřujících přes koncentrační tábory do vyhlazovacích táborů

Nejúčinnějším a nejhrůznějším prostředkem německého holocaustu byly vyhlazovací tábory, kde se hromadně popravovalo (v prvních fázích) zastřelením, oběšením a jedovatým plynem (nejpoužívanější byl Cyklon B). Mrtvoly byly poté hromadně pohřbívány či spalovány.
Po přepadení Sovětského svazu 22. června 1941 (Operace Barbarossa) nechal Adolf Hitler na bývalém území Polska zřídit šest vyhlazovacích táborů:
1. Chełmno (Kulmhof) (8. prosince 1941 – 17. ledna 1945, přibližně 320 000 obětí[40])
2. Auschwitz – Výstavba původního tábora u města Osvětim začala v dubnu 1940. Tábor existoval do ledna 1945, velitelem byl Rudolf Höss. Později v roce 1941–42 se rozšířil o Auschwitz II – Birkenau v nedaleké Březince. V roce 1942 následoval Auschwitz III v Monowicích. Celkový počet lidí zavražděných v tomto vyhlazovacím táboře nelze přesně určit, neboť počet lidí usmrcených v plynových komorách nebyl registrován. Dle údajů Hösse bylo v osvětimském vyhlazovacím táboře zplynováno 1 135 000 osob.[41][42][43] Tábory v Osvětimi a Březince jsou dnes přístupné veřejnosti.
3. Majdanek (červenec 1941 – červenec 1944, 78 000[44] až 360 000[45] obětí)
4. Bełżec (březen 1942 – červen 1943, 600 000 obětí[46])
5. Sobibor (květen 1942 – říjen 1943, 250 000 obětí[47])
6. Treblinka (červenec 1942 – říjen 1943, nejméně 800 000 obětí[48])

### Einsatzgruppen ve východní Evropě

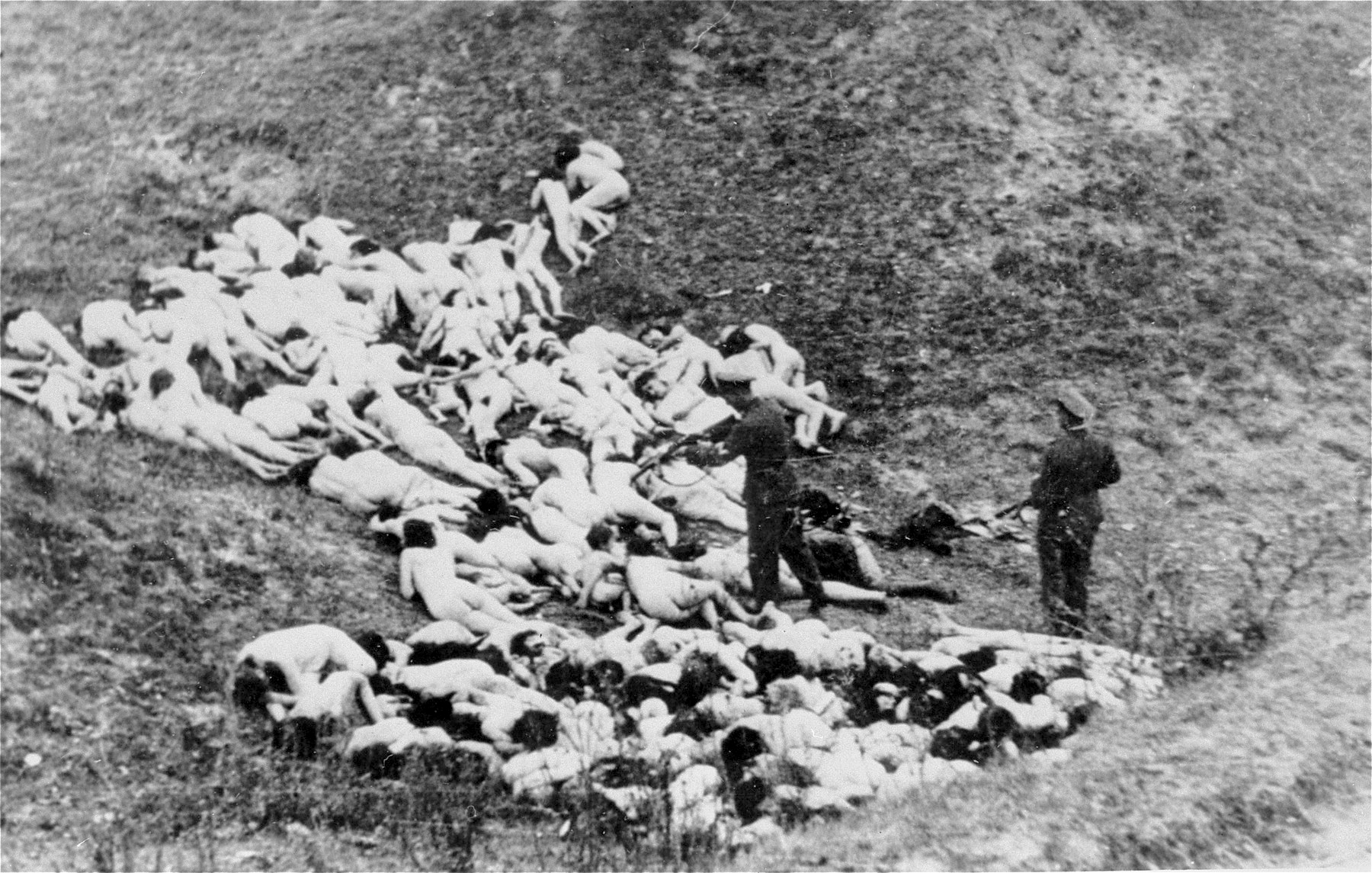
Příslušníci Einsatzgruppen a Ordnungspolizei vraždí židovské ženy a děti při likvidaci ghetta v Mizoči v roce 1942

Představa, že holokaust rovná se koncentrační tábory, je však zjednodušující. Holokaust začal masovými popravami střelnými zbraněmi, které na dobytých územích Polska (tzv. Generální gouvernement) a dobytých územích SSSR (tzv. Říšský komisariát Ostland a Říšský komisariát Ukrajina) začaly od roku 1941 provádět zejména speciální jednotky Einsatzgruppen. Uvádí se, že tímto způsobem bylo zlikvidováno 1,25 či 1,5 milionů Židů, tedy téměř jedna čtvrtina všech obětí holokaustu.
Typický scénář těchto masových poprav spočíval v tom, že oběti vykopaly rokle, do nichž pak postupně po řadách vstupovaly a zde byly stříleny do hlavy – je tak zdokumentováno fotograficky i na kinofilmu. Největším jednotlivým masakrem byla poprava více než 30 tisíc kyjevských Židů v Babím Jaru na konci září 1941. Cesta k plynovým komorám se v těchto raných fázích konečného řešení teprve objevovala. Nacisté experimentovali a hledali co nejefektivnější způsob vraždění, který by zároveň nepůsobil tak silně na psychiku vrahů jako hromadné střílení, které prováděly Einsatzgruppen na dobytých územích. Právě Einsatzgruppen začaly od listopadu 1941 využívat nový způsob vraždění – mobilní plynové komory, v nichž byly oběti zabíjeny výfukovým plynem. Od začátku roku 1942 vznikala postupně vyhlazovací centra vybavená stálými plynovými komorami.

### Holokaust včeských zemích

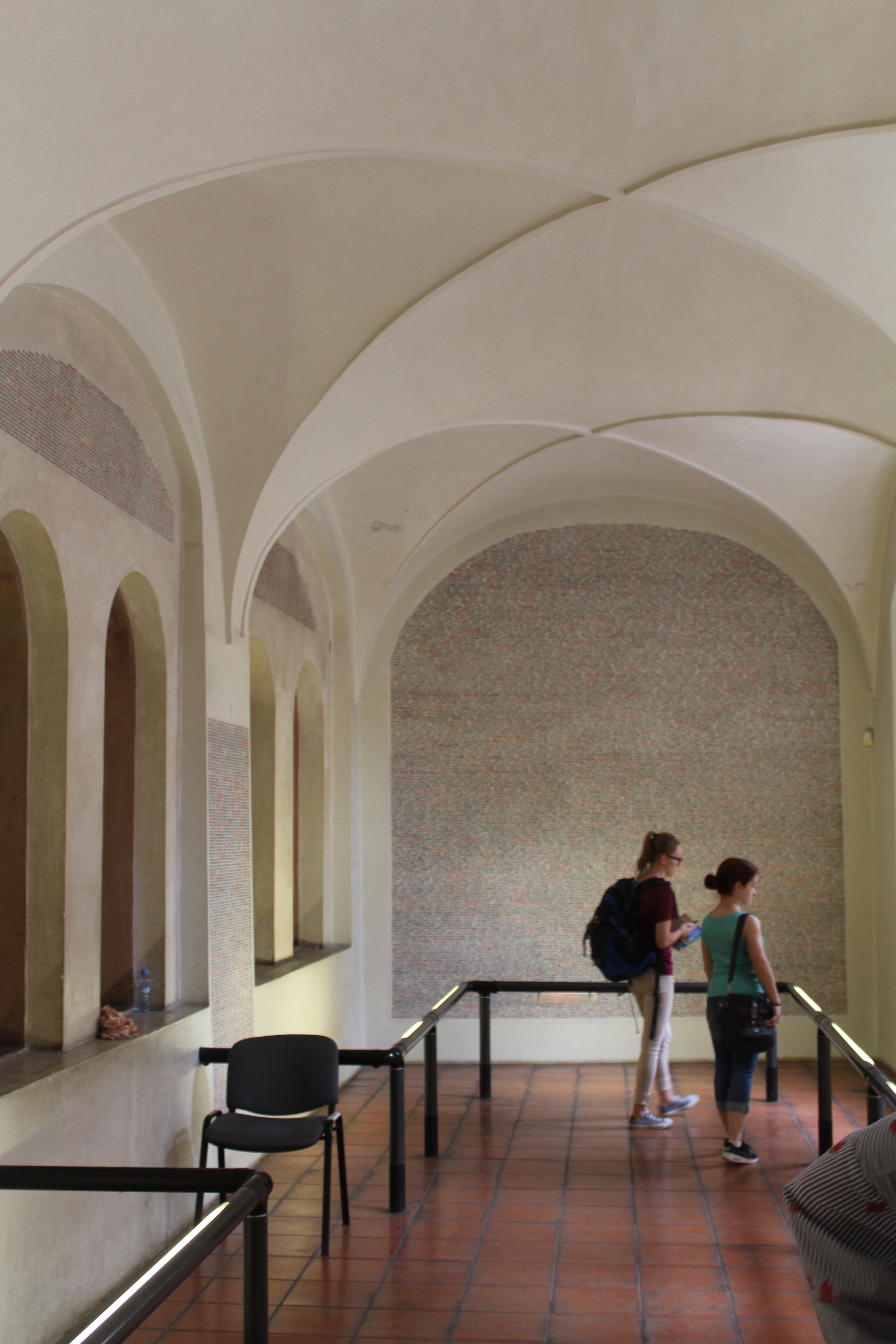
Jména českých a moravských obětí holokaustu na stěnách Pinkasovy synagogy v Praze

Holokaust v protektorátu se odehrával pod taktovkou okupačních úřadů a až na výjimky bez odporu obyvatel a za spolupráce českých úřadů a úředníků.
Před druhou světovou válkou žilo na dnešním území ČR více než 118 tisíc Židů; 26 tisícům se podařilo do roku 1941 emigrovat, potom bylo protektorátními úřady vystěhování zakázáno a současně začaly transporty. Přes 80 tisíc osob bylo během holokaustu za druhé světové války vyvražděno.
Silnou kritiku si v moderní době vysloužilo rozhodnutí Československa z roku 1938, kdy zakázalo rakouským Židům vstup na své území a vrátilo do Rakouska do rukou nacistů tisíce židovských uprchlíků.

## Svět a holokaust

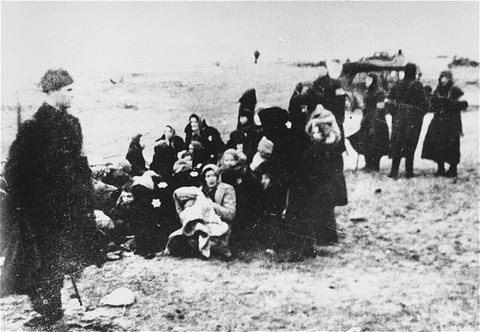
Lotyšská pomocná policie pomáhala Němcům při masakrech v Rumbule a v Liepāji

### Holokaust a ostatní státy
Nacistické Německo se při likvidaci Židů soustředilo nejen na Židy, kteří se nacházeli na „předválečném“ německém území nebo na území, nad nímž Německo získalo v průběhu války kontrolu. Vyžadovalo též vydání Židů po svých spojencích a satelitech. Různé státy se k této otázce postavily různě. Za jeden z nejvstřícnějších států lze označit Slovenský štát, který nejenže Židy vydával z větší části z vlastní iniciativy, ale navíc za jejich odvoz nacistickému Německu z vlastní iniciativy platil (nutno ovšem dodat, že vydávání bylo několikráte přerušeno a dokončeno bylo až po propuknutí slovenského národního povstání). V řadě dalších zemí bylo vydávání ve větší míře uskutečněno až na nátlak nacistů podpořený růstem moci pronacistických bojůvek a radikálním oslabení centrální vlády (např. Maďarsko). Velmi vlažný přístup k pronásledování Židů měla Itálie, byť i ona přijala protižidovské zákony. Zcela odmítavě se k celé záležitosti postavilo Finsko, které žádné protižidovské zákony nepřijalo a přes silný nátlak striktně odmítlo vydat nejen své občany židovského původu, ale i drtivou většinu Židů uprchlých ze zemí, které nacistické Německo ovládlo.
V řadě zemí, které své židovské obyvatele a uprchlíky vydávaly, byly deportace přerušovány a pozastavovány díky diplomatickému úsilí neutrálních zemí. Významná byla snaha zejména Vatikánu, který opakovaně protestoval proti deportacím především na Slovensku, v Maďarsku a Chorvatsku, kde byl jeho diplomatický vliv nejsilnější a kde byla podle jeho vedení naděje na pozitivní účinek protestů. V Maďarsku v srpnu 1944 vedl papežský nuncius Angelo Rotta společnou delegaci pěti šéfů diplomatických zastoupení neutrálních zemí protestujících proti vydávání Židů do Německa (protest připojilo Portugalsko, Španělsko, Švédsko a Švýcarsko).

## Připomínání obětí holokaustu

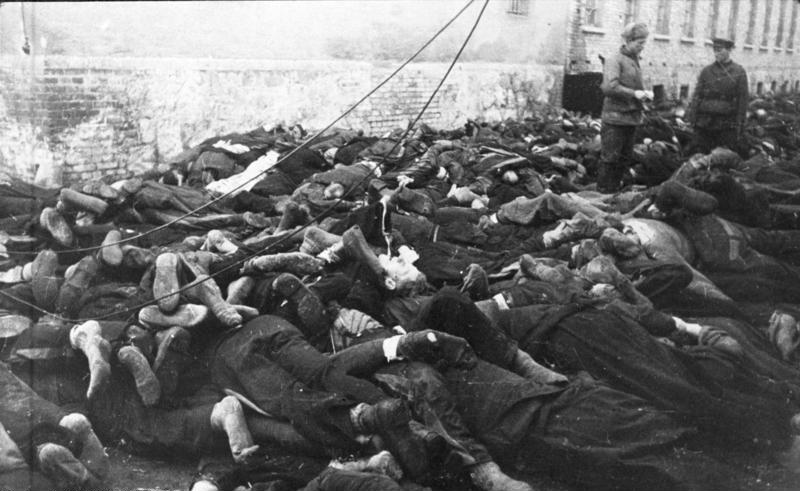
Zavraždění vězni v koncentračním táboře Sonnenburg se sovětskými vojáky (1945)

Oběti holokaustu si mnoho států světa připomíná 27. ledna, den osvobození vyhlazovacího tábora Auschwitz Rudou armádou. I v České republice se s tímto datem pojí různé vzpomínkové akce, zároveň jsou však české oběti holokaustu připomínány na výročí vyvraždění terezínského rodinného tábora v Auschwitz v noci z 8. na 9. března 1944, které je specificky významné pro Česko jako největší masová vražda československých občanů. Na výročí této události se například koná tryzna v pražském Památníku českých a moravských obětí šoa v Pinkasově synagoze.
Ve světě byl 27. leden zvolen jako Mezinárodní den památky obětí holocaustu, dne 1. listopadu 2005 jej vyhlásilo Valné shromáždění Organizace spojených národů na svém 42. plenárním zasedání.

### Stolpersteine
Koncem 90. let 20. století inicioval německý umělec Gunter Demnig akci pokládání pamětních kamenů, zvaných stolpersteine, později pak i „kameny zmizelých“. Tyto kameny se obvykle nacházejí před domy, kde oběti holokaustu naposled žily.
V České republice byly první kameny položeny roku 2008. Koncem roku 2016 bylo napočítáno již přes 60 000 kamenů na zhruba 1 800 místech v celkem 21 evropských zemích, z toho pak několik set v České republice ve více než 35 lokalitách.

## Povědomí o holokaustu
Studie Forsa institutu a nadace Körber Foundation z roku 2017 zjistila, že pouze 47 % německých studentů ve věku 14–16 let dokázalo správně odpovědět, co to byla Osvětim. Podle britsko-německého novináře Alana Posenera přispěly k této historické amnézii německé filmy a seriály, které se snaží dělat z Němců spíše oběti nacismu a období nacistického Německa nezobrazují realisticky.
Podle průzkumu, který v roce 2018 zveřejnil americký deník Washington Post, 66 % mladých Američanů a 44 % dospělých Američanů nevědělo, že v Osvětimi byl nacistický koncentrační tábor. 22 % mladých Američanů a 11 % dospělých Američanů o holokaustu nikdy neslyšelo.
Důležitou součástí zvyšování povědomí o holokaustu je tematická literatura a to nejen odborná ale i fiktivní. V rámci fiktivních příběhů se konstruují rozličné narativy a analýza těchto příběhů má značnou vypovídající hodnotu o tom jak je holokaust chápán. Výzkum této literatury je proto také předmětem akademického bádání. V roce 2021 například vyšla publikace zaměřená na mapování beletrie o holokaustu v českém, slovenském a polském prostředí.

## Zpochybňování holokaustu
Holokaust je či některé z jeho částí jsou občas terčem zpochybňování. Ačkoliv v drtivé většině případů není zpochybňována perzekuce Židů jako celek, je pro tento fenomén vžité taktéž označení popírání holokaustu. V mnoha státech světa, včetně České republiky, je zpochybňování holokaustu, též označované jako hlásání Osvětimské lži, trestným činem.
Zpochybňování holokaustu je součástí širšího směru, tzv. historického revizionismu. Zpochybňování holokaustu v souladu s vědeckými metodami je jedním z nových proudů tohoto původně v podstatě seriózního historického proudu, který tak značně zdiskreditovalo. Podle americké historičky Debory Lipstadt seriózní historikové tento směr odmítají a vyčítají mu pseudovědecké metody práce a neseriózní práci s prameny a citacemi s účelem falšovat historii. Větší část revizionistů nezpochybňuje holokaust jako celek, ale jeho plánovanost či rozsah a počet obětí.

### Zneužívání památky holokaustu – holokaustový průmysl
Vedle plného uznání na jedné straně a celkového nebo částečného zpochybnění na straně druhé existuje k holokaustu i jakýsi „třetí“ postoj, byť tento je minoritně zastoupený. Ten holokaust jako takový nezpochybňuje – nezaobírá se ani tak jím samotným, jako spíš jeho odkazem a tím, jak je jeho památka vnímána a jaký má v současnosti vliv, popř. zdali nebyl v minulosti zneužit pro ideologické, politické či jiné cíle.
Hlavním představitelem je Norman Finkelstein (sám židovského původu), který na toto téma napsal knihu Průmysl holocaustu, jež byla přeložena do 16 jazyků. Zavádí v ní pojem průmysl holokaustu a rozvíjí v ní několik otázek, jako je mimo jiné: to, jak holokaust obhajuje sám sebe a jak se staví nad podobné tragické události dějin; propagace holokaustu z finančního hlediska (jeho kapitalizace); zveličování, přikrášlování a zneužívání utrpení Židů jako pózy ublíženectví; zneužití holokaustu pro politické cíle, zejména v prosazování politických zájmů Izraele; argumentace holokaustem těmi, jichž se holokaust fakticky nedotkl.
V některých aspektech (například těch politických) se tento postoj překrývá s argumenty antisionismu.[zdroj?]